# هندريك لنسترا
هندريك ويلم لنسترا الصغير (بالهولندية: Hendrik Lenstra)‏ رياضياتي هولندي ولد عام 1949.

## مواقع خارجية
- الموقع الشخصي
- هندريك لنسترا في شجرة علماء الرياضيات